# 2019年澳門
|        | 澳門歷史 \| 澳門歷史年表                                                                                                   |
| 世紀： | 20世紀澳門 \| 21世紀澳門 \| 22世紀澳門                                                                                     |
| 年代： | 1980年代澳門 \| 1990年代澳門 \| 2000年代澳門 \| 2010年代澳門 \| 2020年代澳門 \| 2030年代澳門 \| 2040年代澳門               |
| 年份： | 2015年澳門 \| 2016年澳門 \| 2017年澳門 \| 2018年澳門 \| 2019年澳門 \| 2020年澳門 \| 2021年澳門 \| 2022年澳門 \| 2023年澳門 |
| 紀年： | 己亥年（猪年）、澳門開埠466周年、澳門回歸20周年                                                                            |

## 主要官員

### 行政
- 行政長官：崔世安 → 賀一誠
- 行政法務司司長：陳海帆 → 張永春
- 經濟財政司司長：梁維特 → 李偉農
- 保安司司長：黃少澤
- 社會文化司司長：譚俊榮 → 歐陽瑜
- 運輸工務司司長：羅立文

### 立法
- 立法會主席：賀一誠 → 高開賢

### 司法
- 終審法院首席法官：岑浩輝
- 檢察長：葉迅生

## 大事時序
- 1月3日：路氹城銀河渡假村發生的一起襲警事件，三名報稱商人的中國大陸人士違反《預防及控制吸煙制度》，在禁煙範圍內吸煙。警員上前勸阻時，三人作出襲警和挑釁行為，警員最終要鳴槍示警。三名報稱商人被控加重傷害身體完整性、加重侮辱、毁損、違令、抗拒、脅迫及搶劫共六項罪名，並被移送到澳門檢察院處理[1][2][3]（見2019年中國大陸人士襲擊澳門警員事件）。
- 4月18日：澳門立法會主席賀一誠在行政長官崔世安列席立法會答問後舉行記者會，正式宣佈角逐8月舉行的第五屆行政長官選舉[4]，並已提出辭去全國人大代表職務以符合參選資格，該請求於4月23日的全國人大常委會會議上獲通過。
- 6月3日：《輕型出租汽車客運法律制度》（俗稱「新的士規章」）生效，以維護的士服務質素、遏止違規亂象和加強調查取證措施。該法規定經營者須在的士車廂內須安裝全球衛星導航系統、錄音及錄影設備，當局亦可註銷五年四犯嚴重的士違法行為之的士駕駛員證。[5]
- 6月29日：警方於黑沙海灘發現一具海豚屍體，經證實後為中華白海豚，令澳門污水問題再度引起關注。7月3日，警方於海洋花園對出海邊再次發現海豚屍體。
- 7月22日：前立法會主席賀一誠取得第五屆行政長官選舉委員會399名選委中的378人提名[6]，翌日增加1位提名至379人[7]，成為唯一獲得足夠提名票的特首參選人。
- 8月8日：澳門立法會通過《限制提供塑膠袋》法律，塑膠袋徵費每個一元。[8]
- 8月19日：因香港發生「反對逃犯條例修訂草案運動」事件及多宗警察襲擊市民事件，澳門巿民於議事亭前地發起默站行動聲援港人，遭治安警察局打壓。當天晚上逾百警員於議事亭前地嚴密佈防，禁止默站及集會，並抽查行人身份證。治安警後來拘捕了七人，其中包括一名香港遊客，最後均獲釋[9][10][11]。

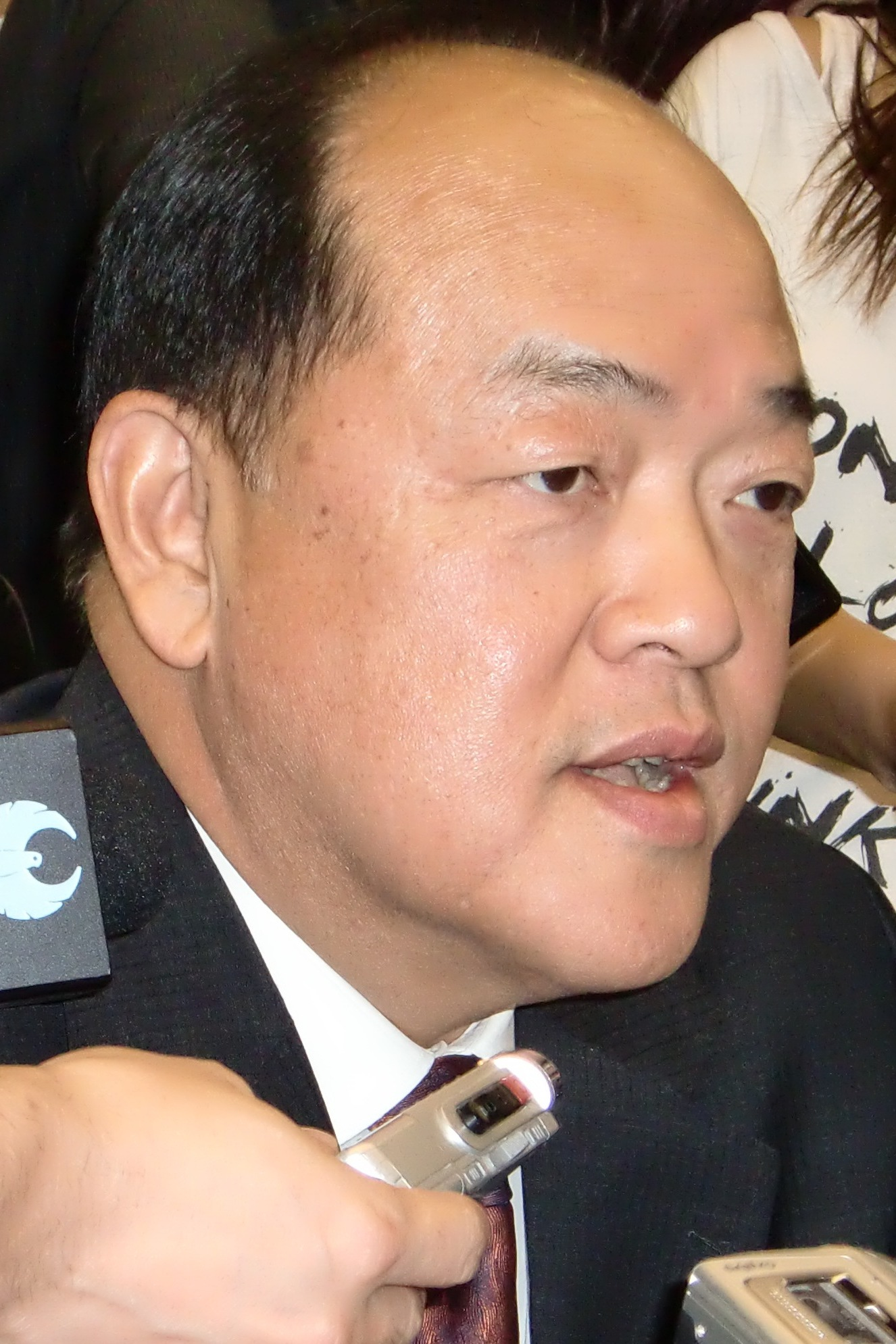
賀一誠在沒有對手下當選新一任行政長官

- 8月25日：2019年澳門特別行政區行政長官選舉舉行，賀一誠以392票當選，但當中只有一人參選的制度令本屆選舉認受性存在爭議。
- 8月29日：警方於龍環葡韻蘆葦林中發現一具骸骨，目前正在調查中。
- 9月11日：国务院总理李克强在中南海紫光阁接见贺一诚，并向其颁发国务院令，任命他为澳门特别行政区行政长官，于2019年12月20日正式上任。任命仪式由副总理韩正主持，国务委员王毅、肖捷、赵克志参加上述活动。[12]
- 9月29日：澳門旅遊局為慶祝中华人民共和国成立70周年，以澳門標誌性建築之一、世界文化遺產大三巴牌坊作投影屏幕，舉行連續三晚的光雕表演，引發爭議（見2019年大三巴牌坊国庆节光雕表演争议）。
- 11月18日：《限制提供塑膠袋》法律生效，全澳正式實施膠袋徵費。[13]市民向商戶索取膠袋，商戶須就每個膠袋收取一元，部分情況可獲豁免，如蔬菜、魚、肉等。[14]
- 12月3日：紀念《澳門基本法》實施20周年座談會於北京人民大會堂舉行，全國人大常委會委員長栗戰書指澳門正確認識並妥善處理「一國兩制」的關係，澳門人始終堅持愛國愛澳，並有很強的國家觀念、憲法觀念，國家認同在澳門社會擁有廣泛和深厚的社會基礎。[15]

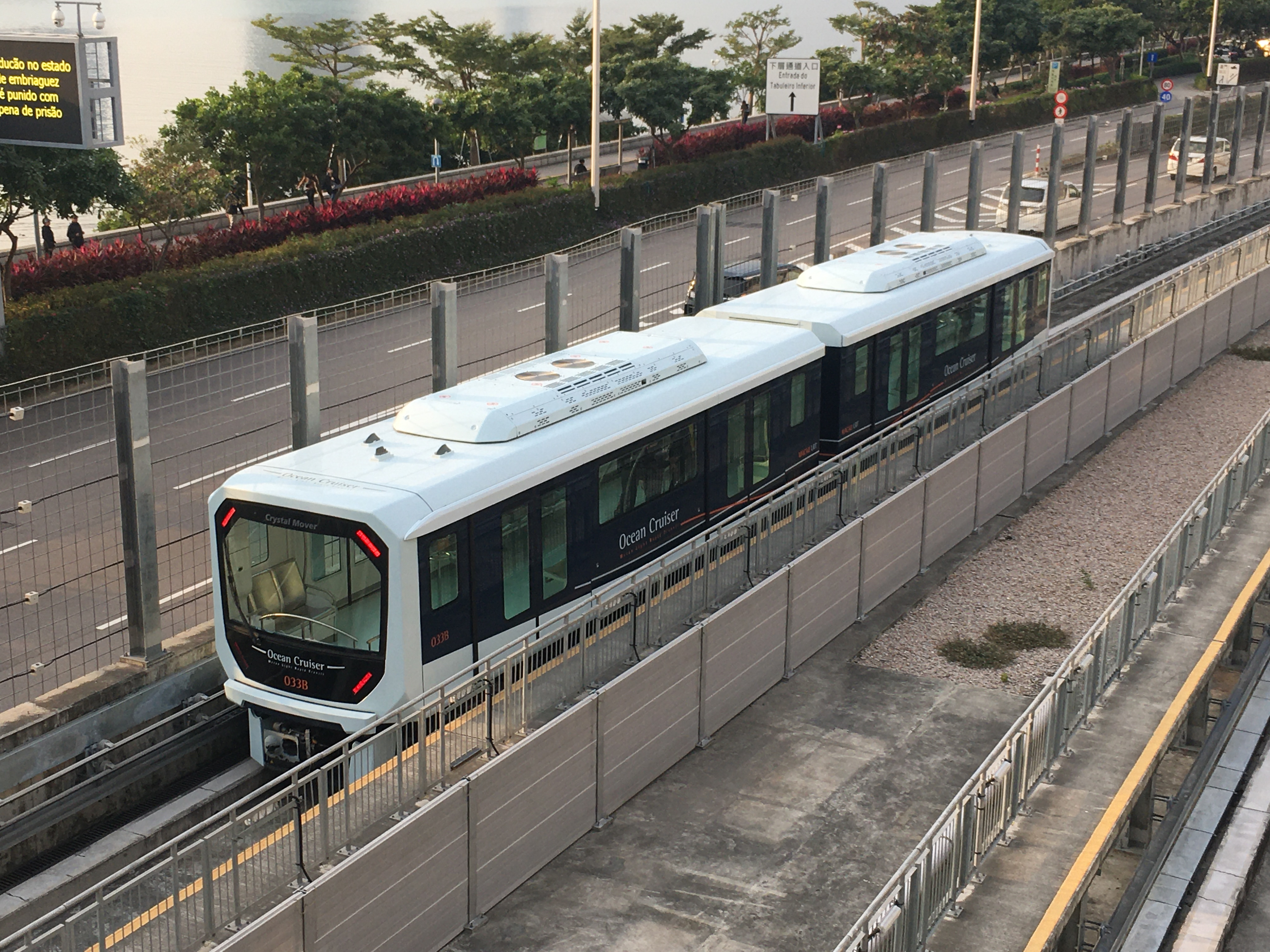
興建歷時7年10個月、耗資101-102億澳門元的澳門輕軌氹仔線正式通車

- 12月10日：澳門首個軌道交通系統輕軌氹仔線正式通車[17]，行政長官崔世安主持通車儀式。
- 12月18日：中共中央總書記、國家主席、中央軍委主席習近平抵達澳門出席慶祝澳門回歸20週年紀念活動。[18]

## 逝世
- 6月11日：穆凡中（83歲），澳門華文戲劇學會主席，病逝。